# Ryszard Lassota
Ryszard Lassota (ur. 26 lutego 1937 we Lwowie) – polski prozaik.
Ukończył filologię polską na Uniwersytecie Warszawskim. Debiutował na łamach „Almanachu Młodych” w 1959 roku. Od 1981 mieszka w Częstochowie.
Według zasobów archiwalnych Instytutu Pamięci Narodowej 25 października 1968 roku został zarejestrowany jako tajny współpracownik Służby Bezpieczeństwa pod numerem 37623.

## Twórczość
- Podróżny
- Fałszywy prorok
- Noc miłości i nieco później
- Zwątpienia i nadzieje
- Pierwszy lot
- Spadanie korony
- Pościg
- Romans
- Straż osobista
- Wariackie papiery
- Alarm
- Hong Kong ekspress
- Strome podejście
- Panika w hotelu Excelsior